# 波波 (密歇根州)
波波（英語：Paw Paw）是一個位於美國密歇根州范布倫縣的村。根據2010年美國人口普查，該地共人口3534人，而該地的面積約為7.41平方千米。同時該地也是范布倫縣的縣治。

## 地理
波波的座標為42°13′02″N 85°53′24″W / 42.21722°N 85.89000°W，而該地的平均海拔高度為223米（即732英尺）。